# Alec Newman
Alec Newman, właśc. Mark Newman (ur. 27 listopada 1974 w Glasgow) – brytyjski aktor i scenarzysta telewizyjny, teatralny i filmowy.

## Życiorys

### Wczesne lata
Urodził się w Glasgow jako syn Jany i Sandy’ego Newmana, wokalisty i gitarzysty szkockiej grupy poprockowej Marmalade. Wychowywał się zarówno w Szkocji, jak i w Anglii. Po kontuzji wykluczającej karierę w piłce nożnej, w wieku 17 lat wstąpił do londyńskiego National Youth Theatre, gdzie grał różne role, w tym Jago w szekspirowskiej tragedii Otello. Studiował w London Academy of Music and Dramatic Art. Występował też w Royal Lyceum w Edynburgu.

### Kariera
Po gościnnym występie jako Stephen Burns w jednym z odcinków szkockiego serialu policyjnego Taggart (1997), zdobył uznanie krytyków za rolę Charliego w dramacie Czas Greenwich (G:MT – Greenwich Mean Time, 1999) u boku Chiwetela Ejiofora. Jednak konsekwentnie powrócił na brytyjską scenę, w produkcji Plenty z Cate Blanchett na West End i Andora Maxa Frischa w londyńskim Young Vic.
W miniserialach Diuna (Dune, 2000) i Dzieci Diuny (Children of Dune, 2003) zagrał głównego bohatera Paula Atrydę. Był też w obsadzie filmu Stephena Fry’a Cudowne lata bohemy (Escándalo con clase, 2003) z Jamesem McAvoyem i Emily Mortimer. W miniserialu Frankenstein (2004) z udziałem Luke’a Gossa, Donalda Sutherlanda, Williama Hurta i Julie Delpy wystąpił jako Victor Frankenstein.
Przygotowując się do roli ślepego żołnierza, który stracił wzrok w Afganistanie w dramacie Greyhawk (2014) spędził dwa dni w całkowitej ciemności.
W lutym 2013 roku zaręczył się z Heather Stewart. Pobrali się w czerwcu 2014 roku w Ayrshire.

## Filmografia

### Filmy fabularne
- 1997: The Moth (TV) jako Ben
- 1999: Czas Greenwich (G:MT – Greenwich Mean Time) jako Charlie
- 2002: Czas śmierci (Long Time Dead) jako Liam
- 2003: Cudowne lata bohemy (Escándalo con clase) jako Tiger LaBouchere
- 2004: The Principles of Lust jako Paul
- 2007: Piąty pacjent (The Fifth Patient) jako Stevenson
- 2007: Generacja DNA (The Gene Generation) jako Christian
- 2011: A Lonely Place to Die jako Rob
- 2014: Greyhawk jako Mal
- 2015: Posłaniec gniewu (The Bastard Executioner) jako Leon Tell

### Seriale TV
- 1998: Milczący świadek (Silent Witness) jako Nick Arnold
- 1998: Dangerfield jako Michael Dyson
- 2000: Diuna (Dune) jako Paul Atryda / Muad’Dib
- 2000: Murder Rooms: Mysteries of the Real Sherlock Holmes jako Thomas Neill
- 2003: Dzieci Diuny (Children of Dune) jako Paul Atryda / Muad’Dib
- 2004: Star Trek: Enterprise jako Malik
- 2004: Anioł ciemności (Angel) jako Drogyn
- 2006: Tajniacy (Spooks) jako Richard Dempsey
- 2008: Na sygnale (Casualty) jako Craig
- 2009: Dwoje do poprawki (Hope Springs) jako Euan Harries
- 2010: Milczący świadek (Silent Witness) jako Peter Carmody / John Carmody
- 2010: Na sygnale (Casualty) jako Robert Ludlow
- 2011–2013: Waterloo Road (Szkoła na Waterloo Road) jako Michael Byrne
- 2014: Twardzielka (Rogue) jako Ray Williams
- 2014: 24: Jeszcze jeden dzień (24: Live Another Day) jako Kevin Cordero
- 2015: Upadek królestwa (The Last Kingdom) jako Ethelred I (seria 1)

### Gry komputerowe
- 2010: Fable III – głos
- 2010: GoldenEye 007 jako Valentin Dmitrovich Zukovsky (głos)
- 2011: Dragon Age II Sebastian Vael, wygnany książę DLC / Seneszal Bran
- 2011: Brink jako strażnik (głos)
- 2011: Wiedźmin 2: Zabójcy królów jako Arthur Tailles (głos)
- 2011: Star Wars: The Old Republic jako Maraad /żołnierz imperium (głos)
- 2013: Company of Heroes 2 jako Oficer – brytyjskiego wojska DLC (głos)
- 2015: Assassin’s Creed Syndicate: Jack the Ripper jako Kuba Rozpruwacz (głos)